# Austrodecus staplesi
Austrodecus staplesi là một loài nhện biển trong họ Austrodecidae. Loài này thuộc chi Austrodecus. Austrodecus staplesi được miêu tả khoa học năm 1990 bởi Stock.